# Gouania perrieri
Gouania perrieri är en brakvedsväxtart som beskrevs av Buerki, Phillipson och Callm.. Gouania perrieri ingår i släktet Gouania och familjen brakvedsväxter. Inga underarter finns listade i Catalogue of Life.